# Чехоград
Чехоград (укр. Чехоград; с 1946 по 2023 — Новгородковка) — село, Мелитопольского района, Запорожской области, Украины. Основано выходцами из Богемии в 1869 году. Входит в состав Семеновской сельской общины.
Население по переписи 2001 года составляло 1180 человек. Расположено в 23 км от районного центра и железнодорожной станции Мелитополь, в 2 км от автодороги Ростов — Одесса — Рени.

## Географическое положение
Находится на берегу Канала Р-9, на расстоянии в 4 км от села Степное. Рядом проходит автомобильная дорога М-14 (E 58).

## История

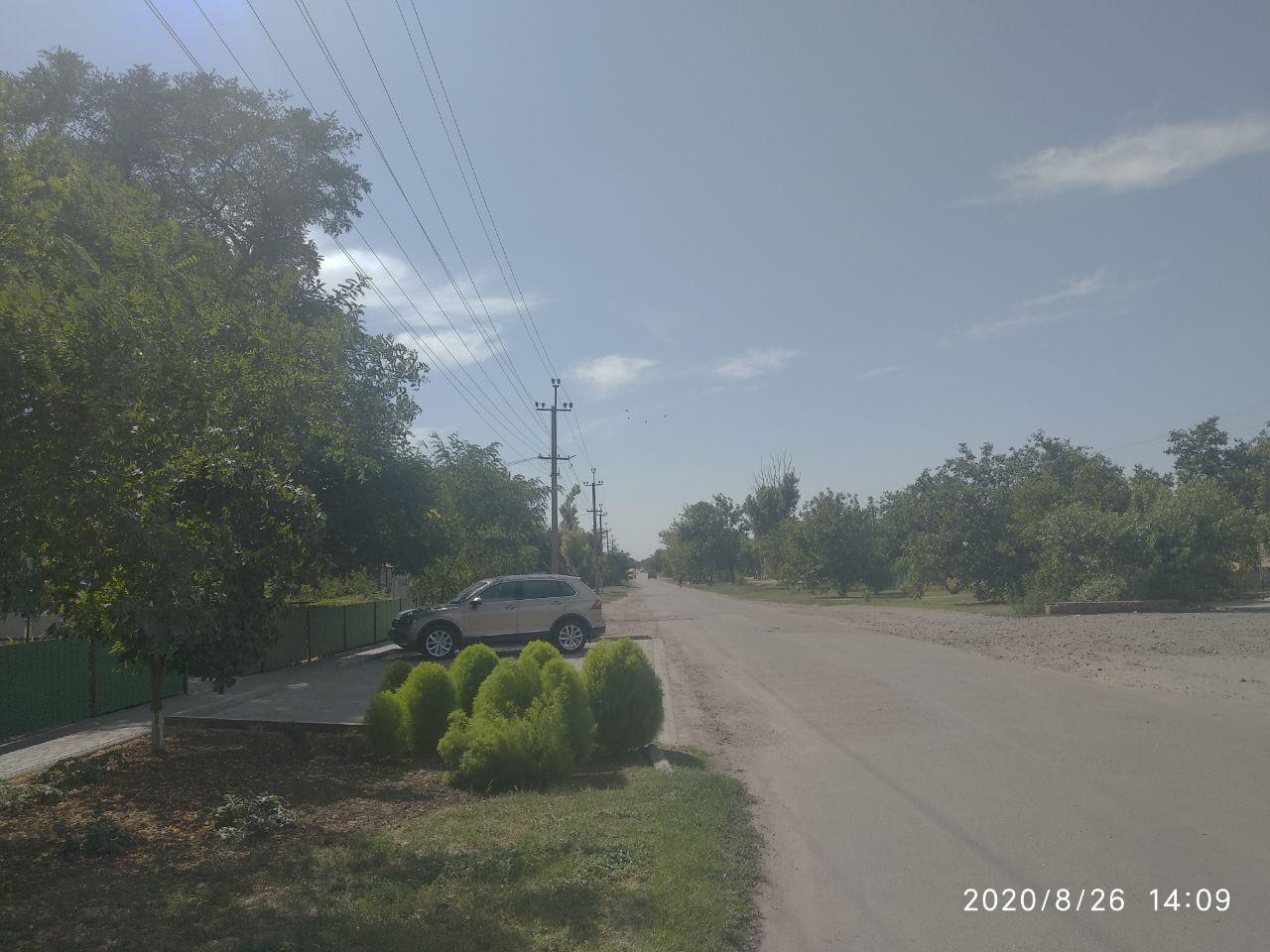

- Село Чехоград было основано чешскими колонистами в 1869 году. Кроме чешской, в селе была значительная немецкая диаспора. Большинство жителей села по вероисповеданию были католиками и лютеранами[2][3].
- С 1884 года в селе действовала церковь.[2]
- По состоянию на 1886 год в колонии Чехоград Эйгенфельдской волости Мелитопольского уезда Таврической губернии проживало 515 человек, насчитывалось 95 дворов, существовала школа[4].
- В 1921 года в селе была образована коммуна «Заря», а в 1929 года — первые колхозы «Чески працовник» («Чешский работник»), «Руде ролышк» («Красный пахарь»), и «Орач».[5]
- В голод 1932—1933 годов 38 жителей Чехограда умерли от голода.[2]
- Село Чехоград было освобождёно 25 октября 1943 года 202-й танковой бригадой подполковника Н. М. Лебедева и 101-й танковой бригадой подполковника А. Н. Павлюка-Морозова, после 5-часовых боёв. В Чехограде советские войска захватили около 50 артиллерийских орудий, склады с боеприпасами и различным имуществом[6].
- В 1946 году село Чехоград получило своё нынешнее название Новгородковка.
- 1958—1979 годы — период процветания колхоза-миллионера «Украина», центральная усадьба которого находилась в Новгородковке. Колхоз включал в себя сёла Поляновку, Степное, Марьевку, Золотую Долину и Верховину[7], владел 5554 га сельскохозяйственных угодий, в том числе 5125 га пахотной земли, четырежды участвовал в ВДНХ СССР и был удостоен наград Главвыставкома.[5]
- В 1979 году колхоз «Украина» был разукрупнён.[7]

## Экономика
- Украина, агрофирма, ООО.
- ООО «Производственное сельскохозяйственное предприятие „Консервный завод“».

## Объекты социальной сферы
- Школа.
- Детский сад «Барвинок». Открыт в сентябре 1963 года. С 2000 по 2004 год был закрыт из-за отсутствия финансирования. В 2004 году половина здания была восстановлена и отремонтирована. В 2008 году открылась и вторая половина здания.[8]
- Дом культуры.
- Фельдшерско-акушерский пункт.
- Исторический музей.

## Достопримечательности
- Братская могила советских воинов.
- В Новгородковке действует костёл Пресвятой Троицы, сооружённый в 1999 г. Мессы служатся на русском и чешском языках. Костёл относится к Запорожскому деканату диоцеза Харькова-Запорожья[9].

## Известные люди
- А. В. Вагнер — комбайнёр Чехоградской МТС, Герой Социалистического Труда.[5]
- П. И. Краличек — комбайнёр Чехоградской МТС, затем механик Мелитопольского НИИ орошаемого садоводства, Герой Социалистического Труда.[5]
- Степаненко, Павел Павлович — председатель колхоза «Украина»[7], кавалер ордена Ленина и двух орденов Трудового Красного Знамени.[5]
- Нестеренко, Григорий Карпович — лётчик, Герой Советского Союза. Будучи подбит 21 октября 1943 года в районе Новгородковки, направил свой горящий самолёт на скопление вражеских войск. Похоронен в братской могиле в Новгородковке.[10][11]